# Rhene atrata
Rhene atrata är en spindelart som först beskrevs av Karsch 1881.  Rhene atrata ingår i släktet Rhene och familjen hoppspindlar. Inga underarter finns listade i Catalogue of Life.